# 長浜町 (高知県)
長浜町（ながはまちょう）は、高知県吾川郡にあった町。現在の高知市の南西部、浦戸湾の西岸にあたる。本項では町制前の名称である長浜村（ながはまむら）についても述べる。

## 地理
- 海洋：土佐湾、浦戸湾
- 山岳：宇津野山、鷲尾山

## 歴史
- 1889年（明治22年）4月1日 - 町村制の施行により、長浜村・横浜村・瀬戸村・藻洲潟村の区域をもって長浜村が発足。
- 1929年（昭和4年）1月1日 - 長浜村が町制施行して長浜町となる。大字藻洲潟が大字長浜の一部となる。
- 1942年（昭和17年）6月1日 - 高知市に編入。同日長浜町廃止。